# Мотихари
Мотихари (англ. Motihari, хинди मोतिहारी) — город в северо-западной части штата Бихар, Индия. Административный центр округа Восточный Чампаран.

## История
Во времена британского правления Мотихари процветал, превратившись в один из важнейших центров в северном Бихаре. В 1866 году был образован округ Чампаран с центром в Мотихари. 1 декабря 1977 года округ был разделён на 2 части, после чего Мотихари стал центром Восточного Чампарана.

## География
Абсолютная высота — 61 метр над уровнем моря. Расположен примерно в 165 км от города Патна и в 82 км от Музаффарпура, недалеко от границы с Непалом. Крупный непальский город Биргандж находится в 55 км к северу от Мотихари.

## Население
По данным на 2013 год численность населения составляет 134 066 человек.
Динамика численности населения города по годам:
| 1991   | 2001    | 2013    |
| ------ | ------- | ------- |
| 77 432 | 100 683 | 134 066 |

## Известные уроженцы
- Анант Кумар (род. в 1969 году) — немецкий писатель.
- Джордж Оруэлл (1903—1950 годы) — английский писатель.